# Candidati alla presidenza degli Stati Uniti d'America per il Partito Repubblicano
Elenco dei candidati alla presidenza degli Stati Uniti per il Partito Repubblicano.

## Lista
| Anno elezioni | Risultato | Candidato presidenziale | Stato         | Candidato vicepresidenziale | Stato         |
| ------------- | --------- | ----------------------- | ------------- | --------------------------- | ------------- |
| 1856          | Sconfitta | John C. Frémont         | California    | William L. Dayton           | New Jersey    |
| 1860          | Vittoria  | Abraham Lincoln         | Illinois      | Hannibal Hamlin             | Maine         |
| 1864          | Vittoria  | Abraham Lincoln         | Illinois      | Andrew Johnson              | Tennessee     |
| 1868          | Vittoria  | Ulysses S. Grant        | Illinois      | Schuyler Colfax             | Indiana       |
| 1872          | Vittoria  | Ulysses S. Grant        | Illinois      | Henry Wilson                | Massachusetts |
| 1876          | Vittoria  | Rutherford Hayes        | Ohio          | William Wheeler             | New York      |
| 1880          | Vittoria  | James Garfield          | Ohio          | Chester Arthur              | New York      |
| 1884          | Sconfitta | James Blaine            | Maine         | John A. Logan               | Illinois      |
| 1888          | Vittoria  | Benjamin Harrison       | Indiana       | Levi Morton                 | New York      |
| 1892          | Sconfitta | Benjamin Harrison       | Indiana       | Whitelaw Reid               | New York      |
| 1896          | Vittoria  | William McKinley        | Ohio          | Garret Hobart               | New Jersey    |
| 1900          | Vittoria  | William McKinley        | Ohio          | Theodore Roosevelt          | New York      |
| 1904          | Vittoria  | Theodore Roosevelt      | New York      | Charles Fairbanks           | Indiana       |
| 1908          | Vittoria  | William Howard Taft     | Ohio          | James S. Sherman            | New York      |
| 1912          | Sconfitta | William Howard Taft     | Ohio          | Nicholas M. Butler          | New York      |
| 1916          | Sconfitta | Charles Evans Hughes    | New York      | Charles Fairbanks           | Indiana       |
| 1920          | Vittoria  | Warren Harding          | Ohio          | Calvin Coolidge             | Massachusetts |
| 1924          | Vittoria  | Calvin Coolidge         | Massachusetts | Charles Dawes               | Illinois      |
| 1928          | Vittoria  | Herbert Hoover          | California    | Charles Curtis              | Kansas        |
| 1932          | Sconfitta | Herbert Hoover          | California    | Charles Curtis              | Kansas        |
| 1936          | Sconfitta | Alf Landon              | Kansas        | Frank Knox                  | Illinois      |
| 1940          | Sconfitta | Wendell Willkie         | New York      | Charles McNary              | Oregon        |
| 1944          | Sconfitta | Thomas Dewey            | New York      | John W. Brickner            | Ohio          |
| 1948          | Sconfitta | Thomas Dewey            | New York      | Earl Warren                 | California    |
| 1952          | Vittoria  | Dwight Eisenhower       | New York      | Richard Nixon               | California    |
| 1956          | Vittoria  | Dwight Eisenhower       | Pennsylvania  | Richard Nixon               | California    |
| 1960          | Sconfitta | Richard Nixon           | California    | Henry Cabot Lodge Jr.       | Massachusetts |
| 1964          | Sconfitta | Barry Goldwater         | Arizona       | William E. Miller           | New York      |
| 1968          | Vittoria  | Richard Nixon           | New York      | Spiro Agnew                 | Maryland      |
| 1972          | Vittoria  | Richard Nixon           | California    | Spiro Agnew                 | Maryland      |
| 1976          | Sconfitta | Gerald Ford             | Michigan      | Bob Dole                    | Kansas        |
| 1980          | Vittoria  | Ronald Reagan           | California    | George H. W. Bush           | Texas         |
| 1984          | Vittoria  | Ronald Reagan           | California    | George H. W. Bush           | Texas         |
| 1988          | Vittoria  | George H. W. Bush       | Texas         | Dan Quayle                  | Indiana       |
| 1992          | Sconfitta | George H. W. Bush       | Texas         | Dan Quayle                  | Indiana       |
| 1996          | Sconfitta | Bob Dole                | Kansas        | Jack Kemp                   | Maryland      |
| 2000          | Vittoria  | George W. Bush          | Texas         | Dick Cheney                 | Wyoming       |
| 2004          | Vittoria  | George W. Bush          | Texas         | Dick Cheney                 | Wyoming       |
| 2008          | Sconfitta | John McCain             | Arizona       | Sarah Palin                 | Alaska        |
| 2012          | Sconfitta | Mitt Romney             | Massachusetts | Paul Ryan                   | Wisconsin     |
| 2016          | Vittoria  | Donald Trump            | New York      | Mike Pence                  | Indiana       |
| 2020          | Sconfitta | Donald Trump            | Florida       | Mike Pence                  | Indiana       |
| 2024          | Vittoria  | Donald Trump            | Florida       | J. D. Vance                 | Ohio          |